# Eva Mickwitz
Eva Teresia Mickwitz, född 30 november 1914 i Lövångers församling, Västerbottens län, död 1996, var en svensk-finländsk tandläkare. Hon ingick 1943 äktenskap med Gösta Mickwitz.
Mickwitz, som var dotter till kvarnägare Adolf Tjärnström och folkskollärare Svea Margareta Larsson. blev student 1935 och utexaminerades från Tandläkarhögskolan i Stockholm 1941. Hon företog studieresor till ortodontiska institut i Europa och USA. Hon tjänstgjorde i folktandvården i Sverige 1941–1943, vid Eastmaninstitutet för barntandvård i Stockholm 1943–1952, varav på avdelning för dentalortopedi 1949–1951, och innehade privatpraktik i Helsingfors från 1952. Hon publicerade uppsatser i barntandvård och dentalortopedi och var viceordförande i Finska Tandläkarsällskapets sektion för odontologisk ortopedi 1961–1966.